# Simon Denissel
Simon Denissel (ur. 22 maja 1990 w Auchel) – francuski lekkoatleta specjalizujący się w biegach średnich i długich.
W 2008 zdobył złoto mistrzostw Europy w przełajach w drużynowej rywalizacji juniorów. Ósmy zawodnik mistrzostw Europy juniorów w biegu na 5000 metrów (2009). W 2011 zajął 13. miejsce podczas młodzieżowych mistrzostw Starego Kontynentu. W tym samym roku zdobył brąz mistrzostw Europy w przełajach w drużynie młodzieżowców. Złoty medalista przełajowych mistrzostw Starego Kontynentu z 2012. W 2013 zdobył brąz halowych mistrzostw Europy w biegu na 1500 metrów. Medalista mistrzostw Francji.

## Osiągnięcia
| Rok  | Impreza                                   | Miejsce   | Konkurencja           | Pozycja     | Wynik    |
| ---- | ----------------------------------------- | --------- | --------------------- | ----------- | -------- |
| 2008 | Mistrzostwa świata w biegach przełajowych | Edynburg  | bieg juniorów         | 64. miejsce | 25:23    |
| 2008 | Mistrzostwa Europy w biegach przełajowych | Bruksela  | bieg juniorów         | 21. miejsce | 19:26    |
| 2008 | Mistrzostwa Europy w biegach przełajowych | Bruksela  | drużyna juniorów      | 1. miejsce  |          |
| 2009 | Mistrzostwa świata w biegach przełajowych | Amman     | bieg juniorów         | 88. miejsce | 27:14    |
| 2009 | Mistrzostwa Europy juniorów               | Nowy Sad  | bieg na 5000 metrów   | 8. miejsce  | 14:37,86 |
| 2011 | Młodzieżowe mistrzostwa Europy            | Ostrawa   | bieg na 5000 metrów   | 13. miejsce | 14:29,64 |
| 2011 | Mistrzostwa Europy w biegach przełajowych | Velenje   | bieg młodzieżowców    | 7. miejsce  | 23:56    |
| 2011 | Mistrzostwa Europy w biegach przełajowych | Velenje   | drużyna młodzieżowców | 3. miejsce  |          |
| 2012 | Mistrzostwa Europy w biegach przełajowych | Budapeszt | bieg młodzieżowców    | 10. miejsce | 25:02    |
| 2012 | Mistrzostwa Europy w biegach przełajowych | Budapeszt | drużyna młodzieżowców | 1. miejsce  |          |
| 2013 | Halowe mistrzostwa Europy                 | Göteborg  | bieg na 1500 metrów   | 3. miejsce  | 3:37,70  |
| 2013 | Superliga drużynowych mistrzostw Europy   | Gateshead | bieg na 1500 metrów   | 9. miejsce  | 3:43,68  |
| 2013 | Mistrzostwa świata                        | Moskwa    | bieg na 1500 metrów   | eliminacje  | 3:42,06  |
| 2015 | Mistrzostwa Europy w biegach przełajowych | Hyères    | bieg seniorów         | 69. miejsce | 33:27    |
| 2018 | Mistrzostwa Europy                        | Berlin    | bieg na 1500 m        | eliminacje  | 3:41,67  |
| 2019 | Halowe mistrzostwa Europy                 | Glasgow   | bieg na 1500 metrów   | 5. miejsce  | 3:45,60  |

## Rekordy życiowe
- Bieg na 1500 metrów (stadion) – 3:34,43 (2021)
- Bieg na 1500 metrów (hala) – 3:37,70 (2013)
- Bieg na 3000 metrów (stadion) – 7:51,37 (2012)
- Bieg na 3000 metrów (hala) – 7:47,16 (2013)
- Bieg na 5000 metrów – 13:38,74 (2011)